# Agastache
Agastache (GRONOV.)  è un genere di piante erbacee perenni appartenenti alla famiglia delle Lamiaceae, molte delle quali originarie del Nord America. Le piante del Agastache sono piante aromatiche, che ricordano, per esempio, l'anice nel caso dell'Agastache anethiodora, o la menta, nel caso dell'Agastache mexicana, o il profumo asprigno della mela nella specie Agastache rugosa.
Le foglie più giovani sono commestibili e si possono usare per insalate aromatizzate o per dare una base profumata a gelati, marmellate, tisane e liquori.

## Specie
- Agastache aurantiaca
- Agastache breviflora
- Agastache cana
- Agastache foeniculum
- Agastache mexicana
- Agastache nepetoides
- Agastache pallida
- Agastache pallidiflora
- Agastache pringlei
- Agastache parvifolia
- Agastache rugosa
- Agastache rupestris
- Agastache scrophulariifolia
- Agastache wrightii
- Agastache urticifolia